# Resolució 2300 del Consell de Seguretat de les Nacions Unides
La Resolució 2300 del Consell de Seguretat de les Nacions Unides fou adoptada per unanimitat el 26 de juliol de 2016. Després de reafirmar totes les resolucions sobre el conflicte de Xipre el Consell va ampliar el mandat de la Força de les Nacions Unides pel Manteniment de la Pau a Xipre (UNFICYP) durant sis mesos més fins al 31 de gener de 2017. El juny de 2016, la força de pau consistia en 861 soldats i 68 agents. La seva missió era impedir nous esclats de violència entre grecoxipriotes i turcoxipriotes, facilitar les negociacions entre les dues poblacions i proporcionar assistència a la població.

## Contingut
Tal com es va acordar a mitjans de 2015 el líder grecoxipriota Nicos Anastasiades i el líder turcoxipriota Mustafa Akindji va seguir reunint-se periòdicament dues vegades al mes. El 4 de febrer de 2016 buscaren suport tècnic de la Comissió Europea a Brussel·les reunint-se amb el president del comitè, Jean-Claude Juncker. El 15 de maig de 2016 havien indicat en un missatge conjunt que seguiran treballant per arribar a resoldre una sèrie de qüestions sensibles, i un acord final en 2016.
També s'han intensificar les negociacions. Ara es duien a terme tres cops per setmana i es dedicaven a departir el poder, la propietat, l'economia i els principis i valors de la Unió Europea que s'inclourien en l'acord final. També es va parlar sobre la introducció de l'euro i per primera vegada sobre la força policial del futur Xipre reunificat.
El govern xipriota va acceptar que la força de manteniment de la pau de l'ONU havia de continuar després del 31 de juliol de 2016. Per tant, el mandat de la UNFICYP es va estendre fins al 31 de gener de 2017. Les dues parts han demanat les mesures de confiança acordades, com ara la interoperabilitat de les xarxes mòbils, la connexió de les xarxes elèctriques i d'obertura de més passos fronterers a la Línia Verda. A més, es va tornar a demanar que acceptessin la memòria d'ajudants de 1989, de manera que la frontera de l'armistici ja no es disputaria. També es va demanar als turcoxipriotes que restauressin l'statu quo de Strovilia abans del 30 de juny de 2000.